# The Chronicles of Life and Death (singel)
The Chronicles of Life and Death (ang. historia życia i śmierci) – singel Good Charlotte z ich trzeciej płyty. Klip przedstawia umierającego człowieka, który ogląda "historię swojego życia". Na każdy refren obraz przeskakuje na zespół. W klipie wykorzystano rysunki gitarzysty zespołu, Billy'ego Martina. Tekst utworu mówi o życiu człowieka, który jest przypięty do robota.

## Lista utworów
- CD 1 (zielone)

1. The Chronicles of Life and Death - Album Version (3:03)
2. Mountain (Live From The BNN/3FM Program - That's Live') (4:38)

- CD 2 (Niebieskie)

1. The Chronicles of Life and Death - Album Version (3:03)
2. The Chronicles of Life and Death (Live from The BNN/3FMProgram - That's Live) (3:53)
3. I Just Wanna Live - Full Phatt Remix (3:25)
4. The Chronicles of Life and Death (Video) (2:59)